# Scuba Schools International
La Scuba Schools International o SSI è un'organizzazione per la didattica all'attività subacquea.
Gli standard di addestramento SSI sono riconosciuti internazionalmente dal World Recreational Scuba Training Council.

## Storia
Nasce nel 1970 grazie a Bob Clark e da quell'anno è attiva negli Stati Uniti. Negli anni seguenti si espande in molti paesi del mondo, fondando sedi in Africa orientale, America Latina, Asia occidentale, Australia, Austria, Benelux, Canada, Corea, Croazia, Egitto, Germania, Giappone, Israele, Italia, Nuova Zelanda, Regno Unito, Spagna, Sudafrica, Svizzera e Taiwan.
La SSI in totale ha più di 2000 esercizi affiliati in 90 paesi; negli anni la SSI ha dato prova di formare istruttori e allievi di alta qualità, ben conosciuti e apprezzati a livello internazionale.
La sede della SSI è a Fort Collins, Colorado, negli Stati Uniti d'America.
Nel 1999 si è riunita alla NASDS.
Nel dicembre 2013 viene acquistata dalla Mares.

## Didattica
Bob Clark, fondatore della SSI, è stato il primo a sviluppare un sistema didattico audiovisivo per l'insegnamento della subacquea, con la collaborazione della società Jeppesen.
A differenza di altre organizzazioni la SSI richiede che i propri istruttori collaborino con un dealer (un centro immersioni, un negozio, ecc), al quale è demandato il controllo della qualità dei corsi e il rispetto degli standard di insegnamento.

## Certificazioni

Certificazioni SSI

### Programma non certificato
- Try Scuba (Battesimo del mare)

### Certificazioni Snorkeling
- Snorkeling

### Certificazioni ricreative
- Indoor Diver (not in every country)
- Junior Scuba Diver
- Scuba Diver
- Junior Open Water Diver
- Open Water Diver
- Advance Adventurer (not in every country)
- Specialty Diver
- Advanced Open Water Diver
- Diver Stress & Rescue
- Master Scuba Diver

### Certificazioni professionali
- Dive Guide (DG)
- Divemaster (DM = DG + Science of Diving)
- Snorkel Instructor
- Dive Control Specialist (DCS = DM + Snorkel instr. + Diving assistant instr.)
- Training Specialist (TS = DCS + limited specialties instructor)
- Open Water Instructor (OWI)
- Specialty Instructor (SI = OWI + 2 specialties instr.)
- Advanced Open Water Instructor (AOWI = OWI + 4 specialties)
- Dive Control Specialist Instructor
- Master Instructor
- Instructor Trainer
- Instructor Certifier